# Нові Камениці
Нові Камениці (пол. Nowe Kamienice) — село в Польщі, у гміні Острув-Велькопольський Островського повіту Великопольського воєводства.
Населення — 184 особи (2011).

## Демографія
Демографічна структура станом на 31 березня 2011 року:
|          | Загалом | Допрацездатний вік | Працездатний вік | Постпрацездатний вік |
| -------- | ------- | ------------------ | ---------------- | -------------------- |
| Чоловіки | 90      | 22                 | 62               | 6                    |
| Жінки    | 94      | 21                 | 59               | 14                   |
| Разом    | 184     | 43                 | 121              | 20                   |